# Astrid di Svezia
Astrid di Svezia (in svedese Astrid Sophie Lovisa Thyra Bernadotte; Stoccolma, 17 novembre 1905 – Küssnacht am Rigi, 29 agosto 1935) nata principessa di Svezia, fu regina consorte dei Belgi come moglie del re Leopoldo III dei Belgi.

## Biografia

### Infanzia

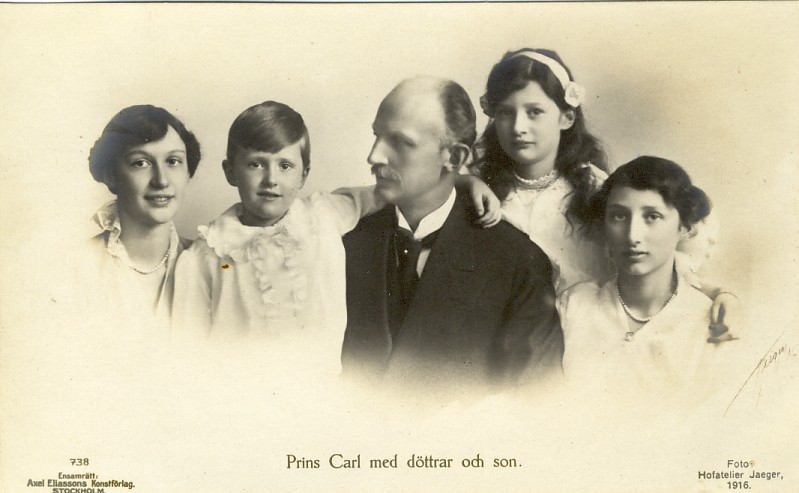
Carlo, duca di Västergötland fotografato con i figli, tra cui Astrid

Astrid era la terza figlia del principe Carlo, duca di Västergötland, fratello di re Gustavo V di Svezia e della principessa Ingeborg di Danimarca. I suoi nonni paterni erano il re Oscar II di Svezia e la regina Sofia di Nassau; quelli materni il re Federico VIII di Danimarca e la regina Luisa, nata principessa di Svezia.
La figlia maggiore dei duchi di Västergötland, Margherita, sposò il principe Axel di Danimarca, mentre la secondogenita Marta, sposando Olav, nato anch'esso principe di Danimarca, divenne principessa ereditaria di Norvegia.
Astrid trascorse gran parte della sua infanzia tra il Palazzo di Arvfurstens nel centro di Stoccolma e nella residenza estiva della famiglia a Fridhem. Astrid crebbe sotto una rigorosa educazione e senza molto lusso. Studiò cucito, pianoforte, danza e assistenza all'infanzia.
Come capitò a molte principesse del tempo, Astrid fu incoraggiata ad intraprendere opere di servizio pubblico, in preparazione ad una vita dedicata a cause caritatevoli. Lavorò per qualche tempo in un orfanotrofio di Stoccolma, occupandosi dei neonati.
Amava stare all'aria aperta e praticava molti sport come nuoto, sci, arrampicata, equitazione e golf.

### Matrimonio

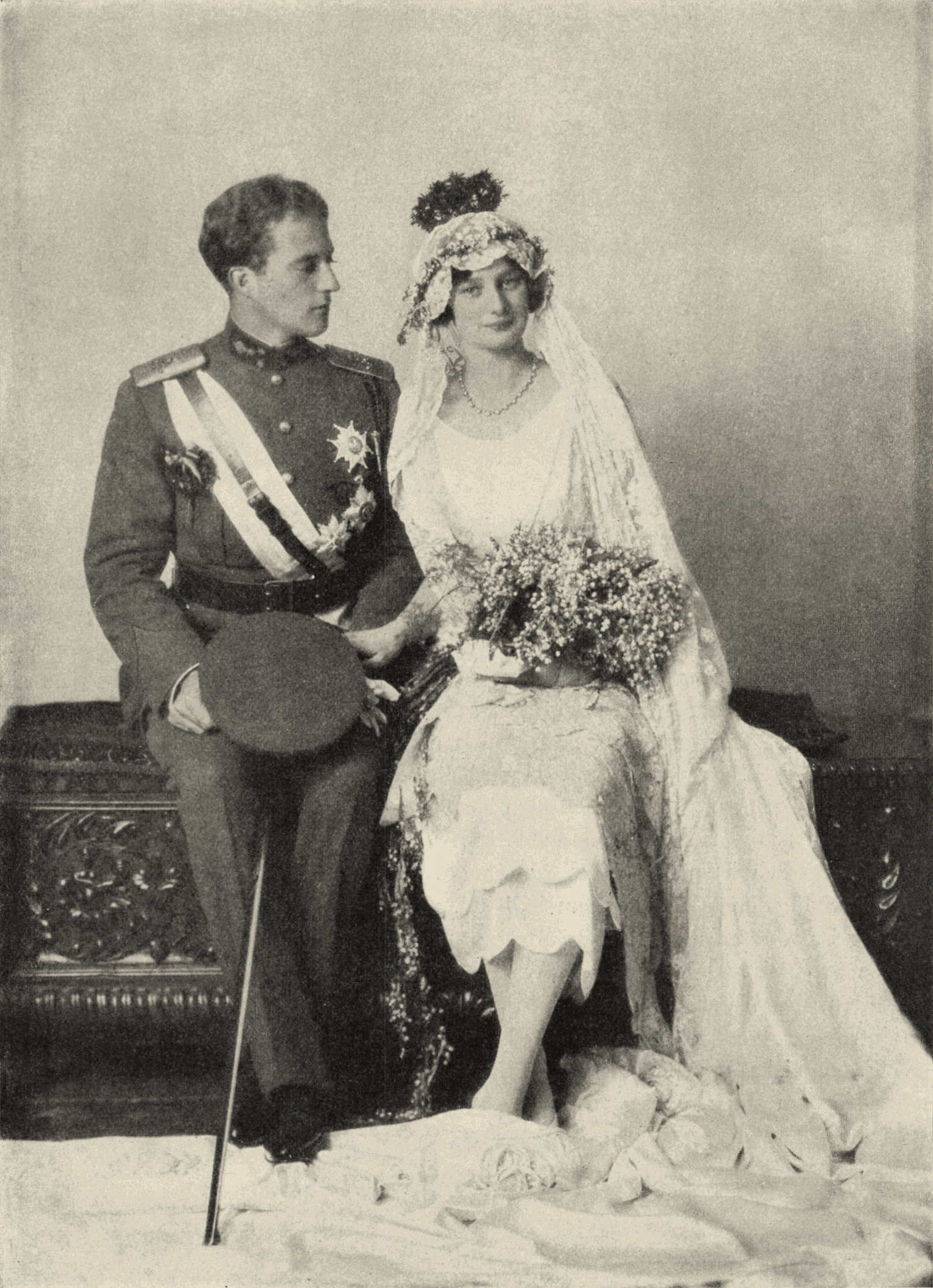
Astrid e Leopoldo nel giorno del loro matrimonio.

Come principessa reale, fu menzionata come potenziale sposa per un certo numero di principi, incluso il futuro Edoardo VIII del Regno Unito e il futuro Olav V di Norvegia.
Incontrò Leopoldo del Belgio durante un viaggio ufficiale che il principe fece in Svezia nel 1926. Nel settembre del 1926 fu annunciato il loro fidanzamento. Il matrimonio civile fu celebrato a Stoccolma il 4 novembre, mentre quello religioso il 10 novembre successivo a Bruxelles. Per potere sposare Leopoldo, la principessa, di fede luterana, dovette convertirsi al cattolicesimo.
Leopoldo era figlio di re Alberto I e della regina Elisabetta, nata duchessa in Baviera.
La principessa Astrid ricevette una tiara come regalo di nozze dal governo belga, creata dal gioielliere belga Van Bever, portata in seguito dalle successive Regine Consorti. La versione originale del diadema è una fascia flessibile di diamanti con un motivo a chiave greca stilizzato, con 11 grandi diamanti su spighe. Queste grandi pietre, per un totale di circa 100 carati, simboleggiano le nove province del Belgio e l'ex colonia del Congo.
Astrid e suo marito trascorsero la luna di miele nel sud della Francia prima di trasferirsi in un'ala del Palazzo Reale a Bruxelles. Dopo il periodo della luna di miele, Astrid iniziò a studiare il francese e l'olandese.
Astrid è stata adottata con entusiasmo dai Belgi. Era molto amata per la sua bellezza, il suo fascino e la sua semplicità. Come Duchessa di Brabante, ha lavorato instancabilmente per alleviare varie forme di avversità. Leopoldo fu il suo più fervente ammiratore. L'amore condiviso dalla giovane coppia era evidente a tutti. In più di un'occasione le persone potevano vederli tenersi per mano, anche durante gli impegni ufficiali. 
Astrid accompagnò Leopoldo nei suoi viaggi ufficiali in Indonesia, in India e in Congo, ma la sua attività fu prevalentemente quella di occuparsi di opere di genere caritatevole e sociale in favore dell'infanzia, delle donne in difficoltà e di promuovere l'istruzione negli strati più poveri della popolazione.

### Regina dei Belgi

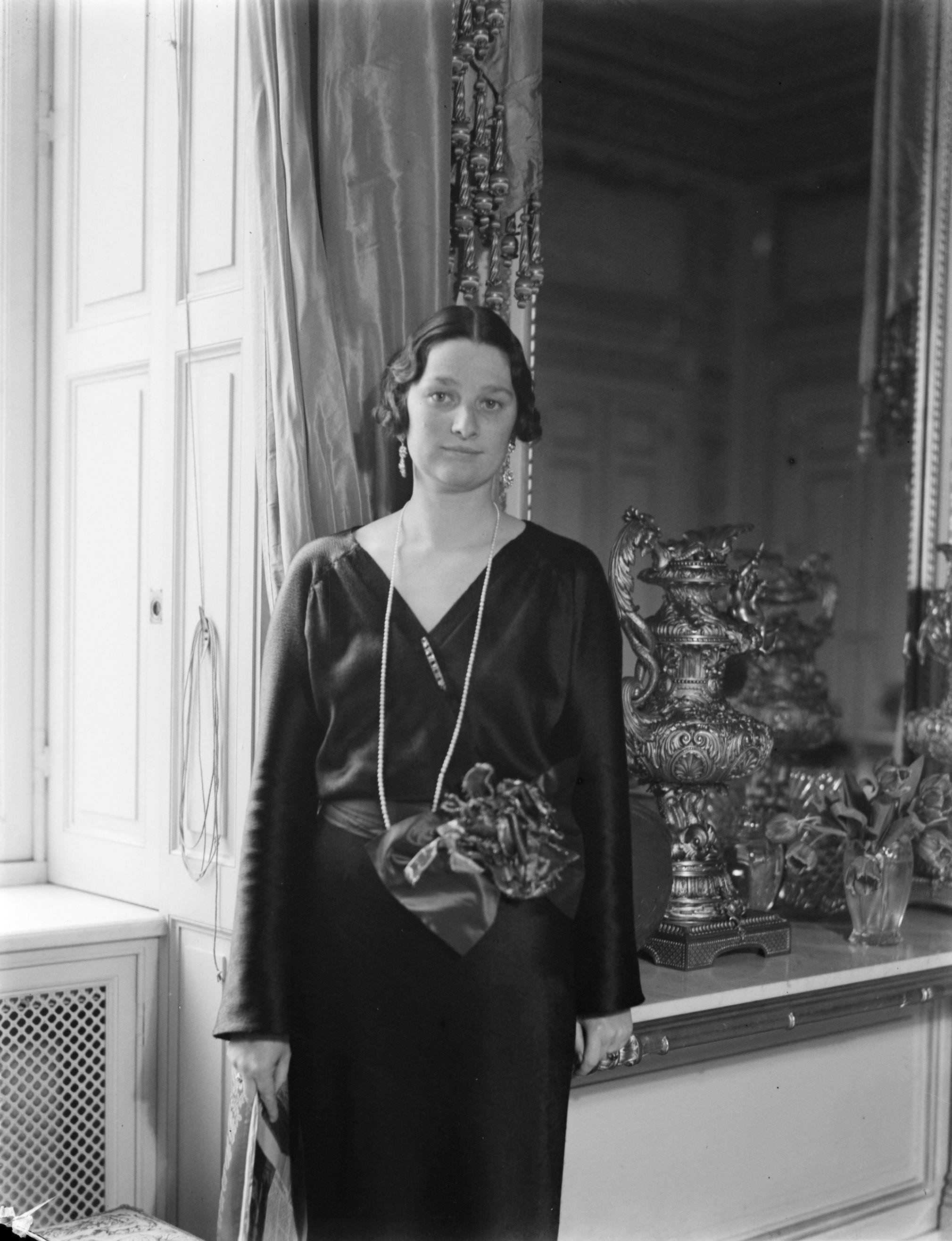
La regina Astrid nel 1934 (fotografata da Willem van de Poll)

A seguito della morte di re Alberto I, avvenuta il 17 febbraio 1934 a causa di un incidente alpinistico, Leopoldo ed Astrid divennero Re e Regina dei Belgi il 23 febbraio dello stesso anno. Nei primi mesi del 1935, quando una forte crisi economica colpì il Belgio, la regina organizzò al palazzo reale una raccolta di vestiario e di viveri destinati ai ceti più bisognosi. Questa iniziativa venne pubblicizzata con una lettera aperta conosciuta come L'appello della Regina.

### Morte

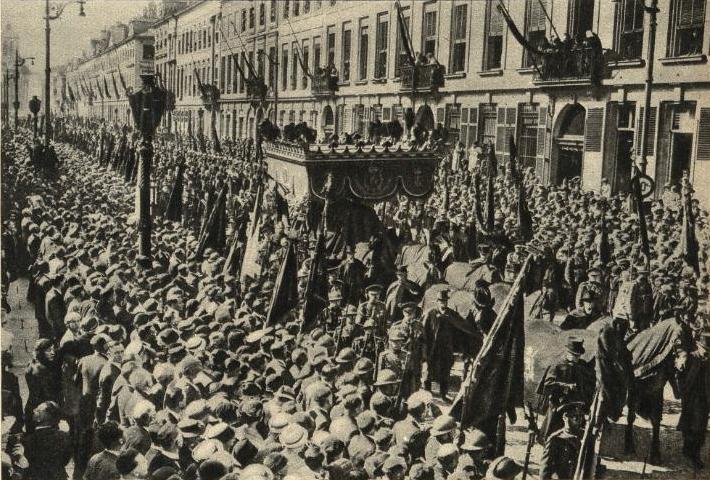
I funerali di Astrid

Nell'agosto 1935 il re e la regina erano andati in incognito in Svizzera in vacanza. Il principe Alberto era rimasto a Bruxelles, dato che aveva un anno di età ed era considerato troppo giovane per il viaggio. Giuseppina Carlotta e Baldovino erano con i loro genitori nella loro casa di vacanza, Villa Haslihorn ad Horw, Svizzera. I bambini furono rimandati in Belgio con le loro bambinaie il 28 agosto. Il 29 agosto 1935 il re e la regina decisero di andare a fare un'ultima escursione in montagna prima di tornare a casa. Il loro autista era seduto nella parte posteriore della Packard One-Twenty decappottabile, il re era alla guida e la regina stava guardando una cartina. Quando la regina mostrò qualcosa al marito, l'auto uscì di strada a Küssnacht am Rigi, giù per un ripido pendio, e si schiantò contro un albero di pere.
Astrid aveva aperto la portiera per cercare di uscire, ma venne buttata fuori al momento dell'impatto. Il suo corpo si scontrò con il tronco dell'albero, mentre l'auto andò a sbattere contro un secondo albero. Re Leopoldo fu sbalzato fuori dalla macchina, rimanendo così solo leggermente ferito. L'auto continuò a precipitare, per fermarsi solo sulle sponde del Lago di Lucerna. L'autista rimase illeso. Erano le 09:30 del 29 agosto 1935. La regina, incinta del suo quarto figlio, morì per le ferite riportate. Venne rimpianta profondamente da suo marito, il re Leopoldo, dai belgi e dagli svedesi. Il Belgio emise un francobollo che mostra il suo ritratto in nero.
La Regina Astrid è sepolta nella cripta reale della Chiesa di Nostra Signora di Laeken a Bruxelles, accanto al marito, il re Leopoldo III del Belgio, e alla sua seconda moglie, la principessa Mary Lilian Baels.

## Monumenti commemorativi
Una cappella commemorativa è stata costruita in Svizzera presso il sito dello schianto. La cappella è diventata una meta per i turisti svedesi e belgi. Un museo vicino custodisce immagini e cimeli dell'incidente, tra cui un frammento del parabrezza e il tronco del pero, abbattuto da una tempesta nel 1992. L'auto è stata fatta affondare nel tratto più profondo del lago su richiesta del re.
Un monumento commemorativo fu costruito dall'architetto Paul Bonduelle a Laeken, Belgio, e inaugurato il 21 luglio 1938. L'edificio, in stile tardo neoclassico, si affaccia sulla Chiesa di Nostra Signora di Laeken e si affaccia sul Castello di Laeken. 

Nello stesso anno, su iniziativa del Fronte dei veterani de Court-Saint-Étienne, in Belgio, è stato eretto un busto in bronzo della Regina, opera dello scultore Victor Rousseau, nel parco di Wisterzée.

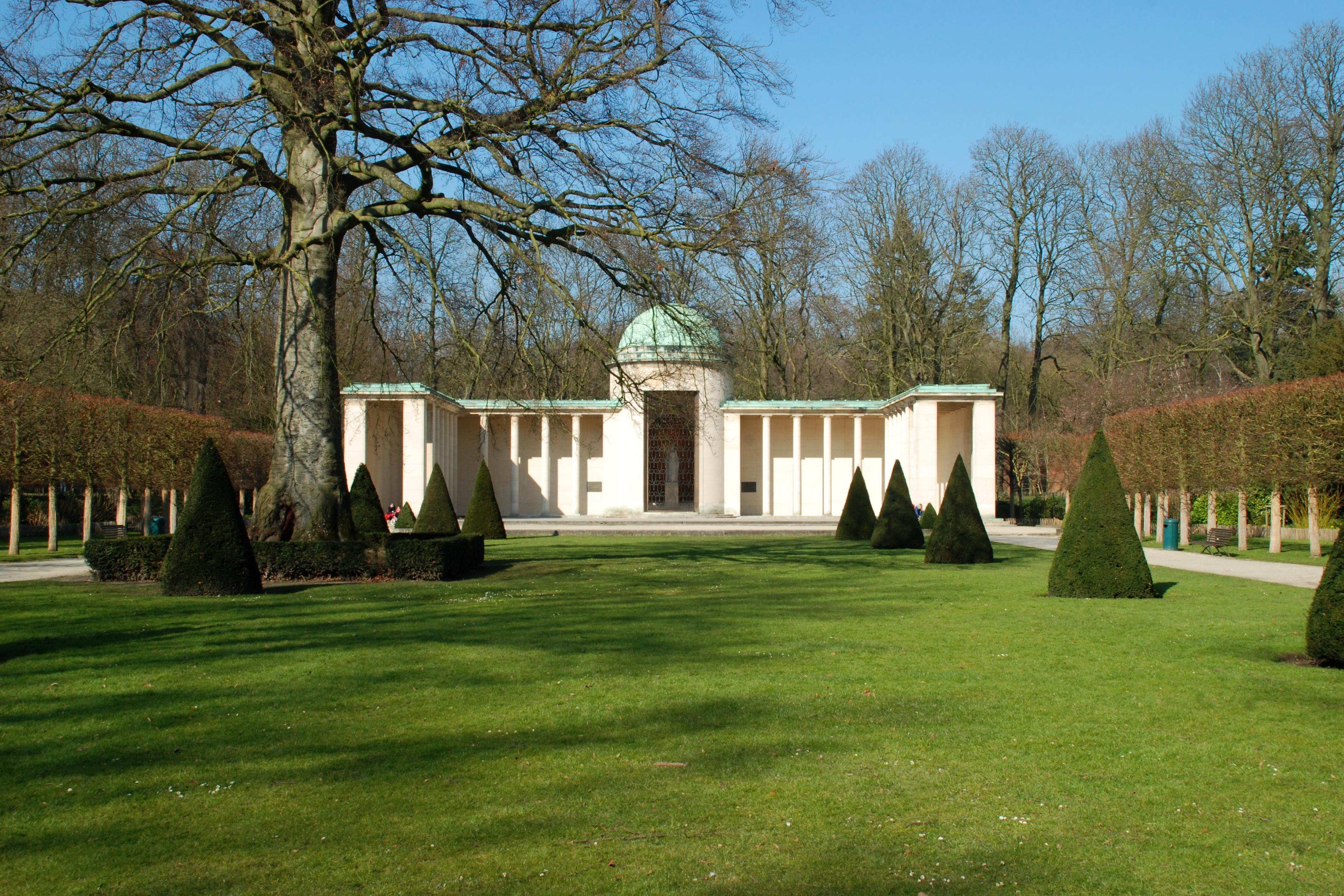
Memoriale della regina Astrid a Laeken (architetto Paul Bonduelle, 1938).
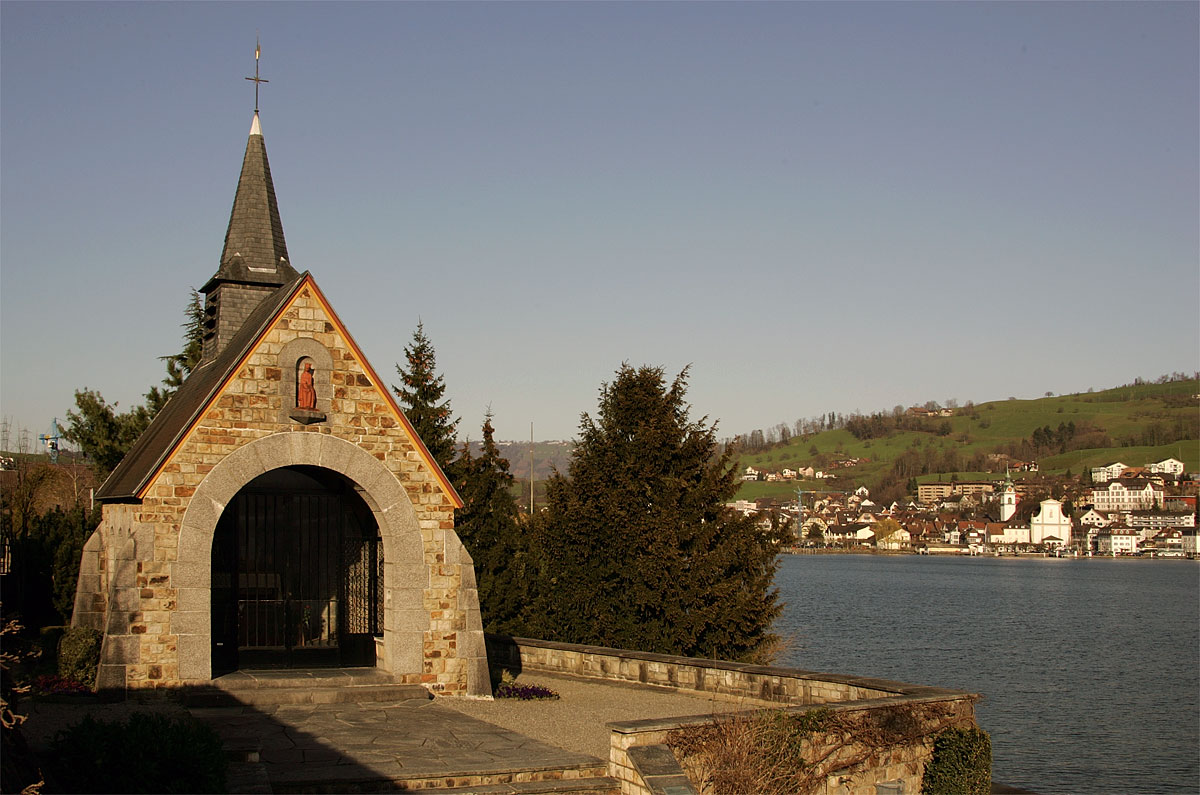
Cappella in ricordo della regina Astrid del Belgio a Küssnacht.
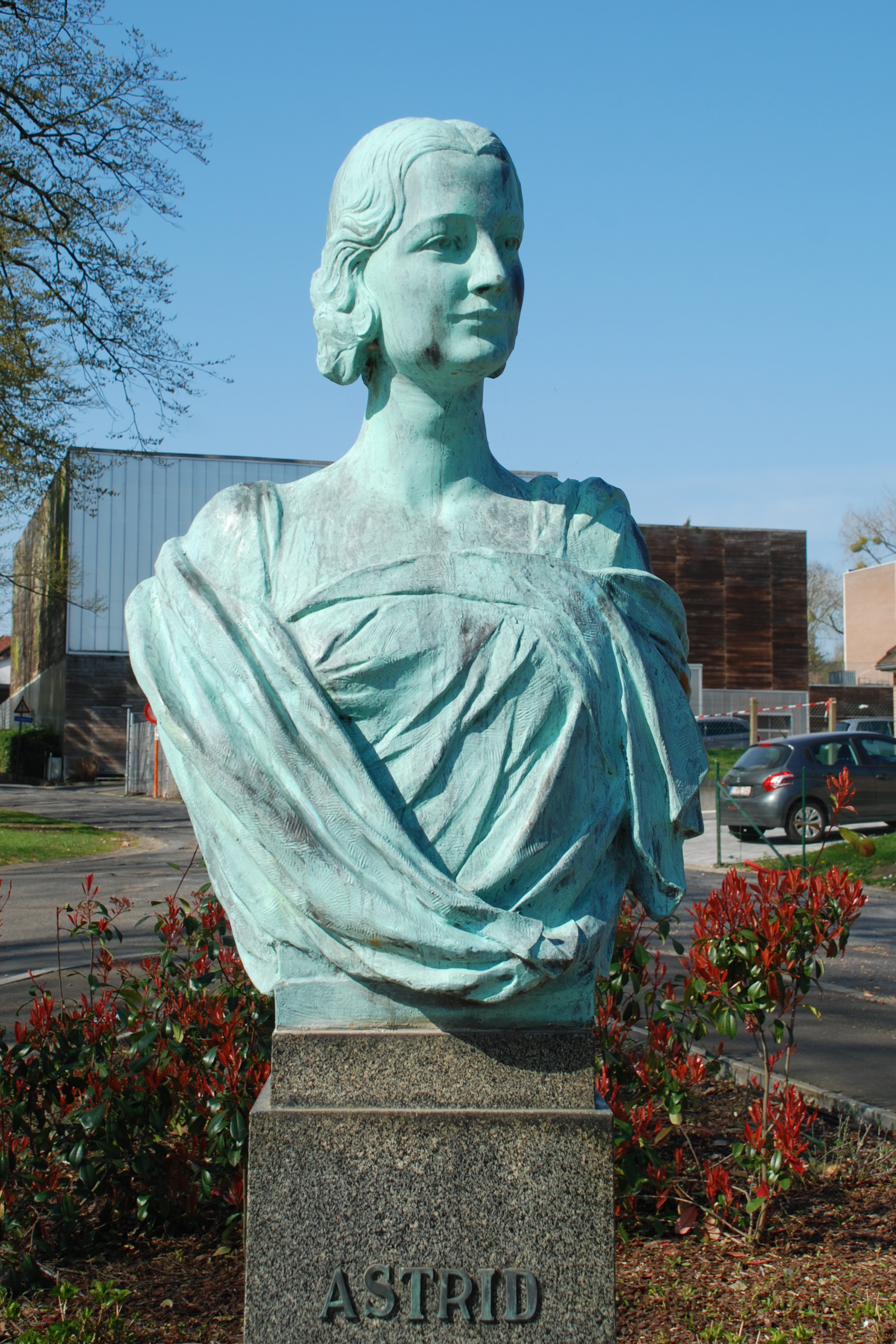
Busto in bronzo della Regina a Court-Saint-Étienne (Victor Rousseau, 1938).
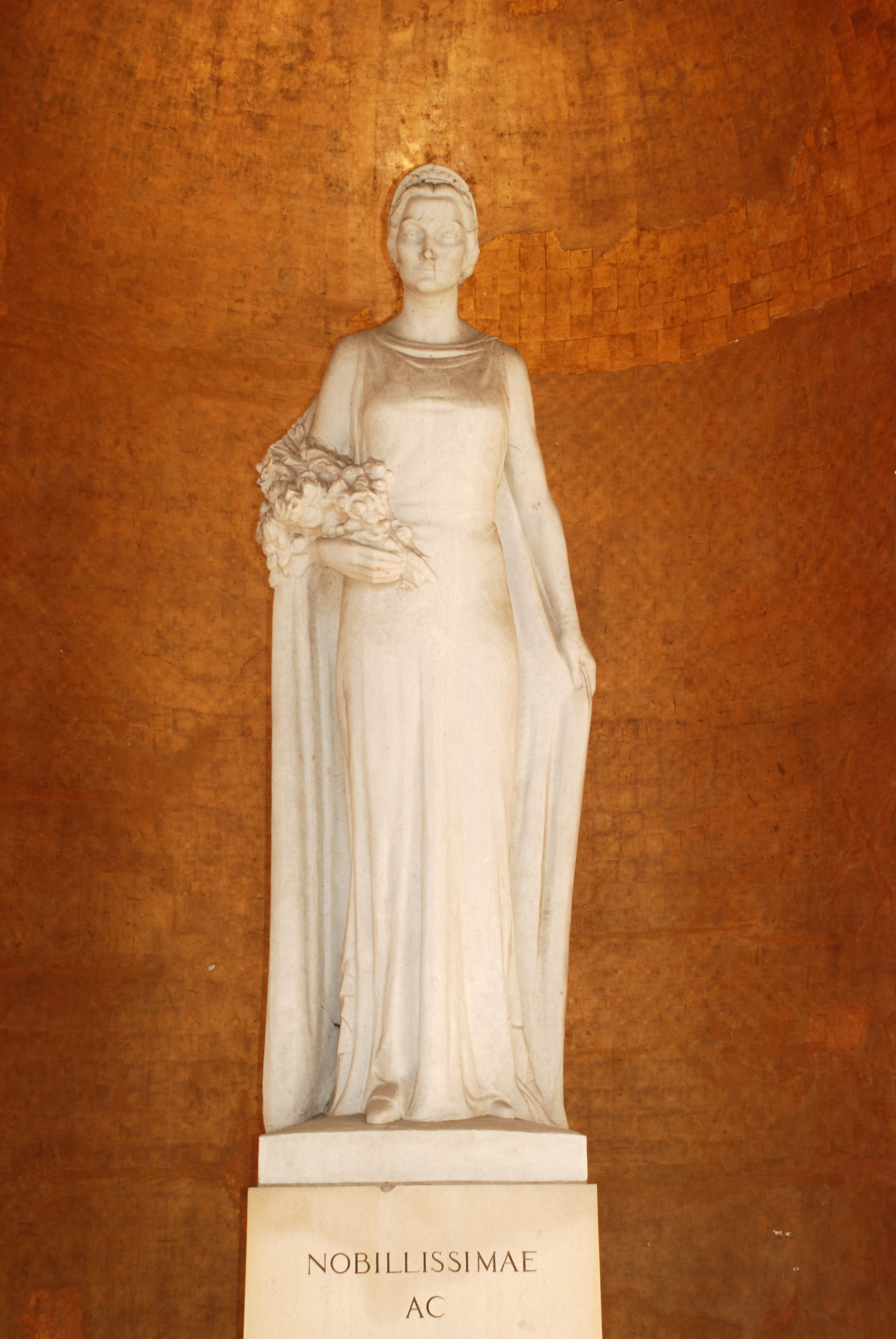
Statua della Regina nel Memoriale a Laeken.

## Discendenza
Dall'unione tra Astrid e Leopoldo III del Belgio nacquero tre figli:
- Giuseppina Carlotta (Bruxelles, 11 ottobre 1927 - 10 gennaio 2005); sposò nel 1953 il granduca Jean di Lussemburgo;
- Baldovino (Bruxelles, 7 settembre 1930 - Motril, 31 luglio 1993); sposò nel 1960 Fabiola de Mora y Aragón;
- Alberto (nato a Stuyvenberg, Bruxelles, il 6 giugno 1934); sposò nel 1959 la principessa Paola Ruffo di Calabria.

## Onorificenze

Il monogramma personale della regina Astrid.

## Titoli e trattamento
- 17 novembre 1905 – 4 novembre 1926: Sua altezza reale, la principessa Astrid di Svezia
- 4 novembre 1926 – 17 febbraio 1934: Sua altezza reale, la Duchessa di Brabante
- 17 febbraio 1934 – 29 agosto 1935: Sua maestà, la Regina dei Belgi

## Ascendenza
|                            |                           |                                                                | Genitori                              |  |  | Nonni |  |  | Bisnonni          |  |  | Trisnonni                    |  |
|                            |                           |                                                                |                                       |  |  |       |  |  | Oscar I di Svezia |  |  | Giovanni Carlo XIV di Svezia |  |
|                            |                           |                                                                |                                       |  |  |       |  |  | Oscar I di Svezia |  |  | Giovanni Carlo XIV di Svezia |  |
|                            |                           | Désirée Clary                                                  |                                       |  |  |       |  |  | Oscar I di Svezia |  |  |                              |  |
| Oscar II di Svezia         |                           |                                                                |                                       |  |  |       |  |  | Oscar I di Svezia |  |  |                              |  |
|                            |                           | Giuseppina di Leuchtenberg                                     | Eugenio di Beauharnais                |  |  |       |  |  |                   |  |  |                              |  |
|                            |                           | Giuseppina di Leuchtenberg                                     | Eugenio di Beauharnais                |  |  |       |  |  |                   |  |  |                              |  |
|                            |                           | Giuseppina di Leuchtenberg                                     | Augusta di Baviera                    |  |  |       |  |  |                   |  |  |                              |  |
| Carlo di Svezia            |                           | Giuseppina di Leuchtenberg                                     |                                       |  |  |       |  |  |                   |  |  |                              |  |
|                            |                           | Guglielmo di Nassau                                            | Federico Guglielmo di Nassau-Weilburg |  |  |       |  |  |                   |  |  |                              |  |
|                            |                           | Guglielmo di Nassau                                            | Federico Guglielmo di Nassau-Weilburg |  |  |       |  |  |                   |  |  |                              |  |
|                            |                           | Guglielmo di Nassau                                            | Luisa Isabella di Kirchberg           |  |  |       |  |  |                   |  |  |                              |  |
| Sofia di Nassau            |                           | Guglielmo di Nassau                                            |                                       |  |  |       |  |  |                   |  |  |                              |  |
|                            |                           | Paolina di Württemberg                                         | Paolo Federico di Württemberg         |  |  |       |  |  |                   |  |  |                              |  |
|                            |                           | Paolina di Württemberg                                         | Paolo Federico di Württemberg         |  |  |       |  |  |                   |  |  |                              |  |
|                            |                           | Paolina di Württemberg                                         | Carlotta di Sassonia-Hildburghausen   |  |  |       |  |  |                   |  |  |                              |  |
| Astrid di Svezia           |                           | Paolina di Württemberg                                         |                                       |  |  |       |  |  |                   |  |  |                              |  |
|                            | Cristiano IX di Danimarca | Federico Guglielmo di Schleswig-Holstein-Sonderburg-Glücksburg |                                       |  |  |       |  |  |                   |  |  |                              |  |
|                            | Cristiano IX di Danimarca | Federico Guglielmo di Schleswig-Holstein-Sonderburg-Glücksburg |                                       |  |  |       |  |  |                   |  |  |                              |  |
|                            | Cristiano IX di Danimarca | Luisa Carolina d'Assia-Kassel                                  |                                       |  |  |       |  |  |                   |  |  |                              |  |
| Federico VIII di Danimarca | Cristiano IX di Danimarca |                                                                |                                       |  |  |       |  |  |                   |  |  |                              |  |
|                            |                           | Luisa d'Assia-Kassel                                           | Guglielmo d'Assia-Kassel              |  |  |       |  |  |                   |  |  |                              |  |
|                            |                           | Luisa d'Assia-Kassel                                           | Guglielmo d'Assia-Kassel              |  |  |       |  |  |                   |  |  |                              |  |
|                            |                           | Luisa d'Assia-Kassel                                           | Luisa Carlotta di Danimarca           |  |  |       |  |  |                   |  |  |                              |  |
| Ingeborg di Danimarca      |                           | Luisa d'Assia-Kassel                                           |                                       |  |  |       |  |  |                   |  |  |                              |  |
|                            |                           | Carlo XV di Svezia                                             | Oscar I di Svezia                     |  |  |       |  |  |                   |  |  |                              |  |
|                            |                           | Carlo XV di Svezia                                             | Oscar I di Svezia                     |  |  |       |  |  |                   |  |  |                              |  |
|                            |                           | Carlo XV di Svezia                                             | Giuseppina di Leuchtenberg            |  |  |       |  |  |                   |  |  |                              |  |
| Luisa di Svezia            |                           | Carlo XV di Svezia                                             |                                       |  |  |       |  |  |                   |  |  |                              |  |
|                            |                           | Luisa dei Paesi Bassi                                          | Federico d'Orange-Nassau              |  |  |       |  |  |                   |  |  |                              |  |
|                            |                           | Luisa dei Paesi Bassi                                          | Federico d'Orange-Nassau              |  |  |       |  |  |                   |  |  |                              |  |
|                            |                           | Luisa dei Paesi Bassi                                          | Luisa di Prussia                      |  |  |       |  |  |                   |  |  |                              |  |
|                            |                           | Luisa dei Paesi Bassi                                          |                                       |  |  |       |  |  |                   |  |  |                              |  |